# Моцзян-Ханийский автономный уезд
Моцзян-Ханийский автономный уезд (кит. упр. 墨江哈尼族自治县, пиньинь Mòjiāng Hānízú zìzhìxiàn) — автономный уезд городского округа Пуэр провинции Юньнань (КНР).

## История
Во времена империи Цин в 1732 году был создан Таланский комиссариат (他郎厅). После Синьхайской революции в Китае была проведена реформа структуры административного деления, в ходе которой комиссариаты были упразднены, и поэтому в 1913 году Таланский комиссариат был преобразован в уезд Талан (他郎县). В 1916 году уезд Талан был переименован в Моцзян (墨江县).
В 1929 году из уезда Моцзян был выделен уезд Цзянчэн.
После вхождения провинции Юньнань в состав КНР в 1950 году был образован Специальный район Нинъэр (宁洱专区), и уезд вошёл в его состав.
Постановлением Госсовета КНР от 2 апреля 1951 года Специальный район Нинъэр был переименован в Специальный район Пуэр (普洱专区).
Постановлением Госсовета КНР от 28 марта 1953 года Специальный район Пуэр был переименован в Специальный район Сымао (思茅专区).
Постановлением Госсовета КНР от 19 октября 1957 года Специальный район Сымао был расформирован, а входившие в его состав административные единицы перешли в состав Сишуанбаньна-Дайского автономного округа. 
Постановлением Госсовета КНР от 13 сентября 1960 года был расформирован уезд Чжэньюань, и часть его земель перешла в состав уезда Моцзян. 
Постановлением Госсовета КНР от 18 августа 1964 года был воссоздан Специальный район Сымао, и уезд вернулся в его состав.
В 1970 году Специальный район Сымао был переименован в Округ Сымао (思茅地区).
Постановлением Госсовета КНР от 30 июля 1979 года уезд Моцзян был преобразован в Моцзян-Ханийский автономный уезд.
Постановлением Госсовета КНР от 30 октября 2003 года округ Сымао был преобразован в городской округ.
Постановлением Госсовета КНР от 21 января 2007 года городской округ Сымао был переименован в городской округ Пуэр.

## Административное деление
Автономный уезд делится на 10 посёлков, 2 волости и 1 национальную волость.